# الانتخابات الرئاسية في ألمانيا الغربية 1954
الانتخابات الرئاسية في ألمانيا الغربية 1954 هي الانتخابات الرئاسية الألمانية ‏ التي جرت في 1954، في ألمانيا، فاز بالانتخابات تيودور هويس.